# Биг Мэйбелл
Биг Мэйбелл (англ. Big Maybelle, настоящее имя Мэйбел Луиза Смит (англ. Mabel Louise Smith); 1 мая 1924, Джэксон, Теннесси, США — 23 января 1972, Кливленд, Огайо, США) — американская блюзовая и R&B певица. Лауреат Blues Music Awards в номинации «Перевыпущенный альбом» (1983). Введена в Зал славы блюза (2011) . Сингл певицы 1956 года «Candy» зачислен в Зал славы Грэмми в 1999 году .  

## Биография
Мэйбел Луиза Смит родилась в 1924 году в Джэксоне, начала петь госпел в местной церкви в детстве. В восьмилетнем возрасте стала победительницей песенного конкурса Cotton Carnival в Мемфисе  . В подростковом возрасте переключилась на ритм-н-блюз. В 1936 году начала свою профессиональную карьеру в составе группы Dave Clark's Memphis Band; также гастролировала с женской группой International Sweethearts of Rhythm. В 1940-е она присоединилась к группе Christine Chatman's Orchestra и в 1944 году впервые записалась в студии. С 1947 по 1950 год певица выступала и записывалась будучи в составе Tiny Bradshaw's Orchestra. Свою первую сольную запись под псевдонимом Мэйбел Смит певица сделала в 1947 году на King Records, но лейбл сомневался в её перспективах и контракт не было предложен . 
В 1952 году она подписала контракт с Okeh Records, где продюсер дал ей сценическое имя «Большая Мэйбелл» из-за её громкого хорошо поставленного голоса. Первый же сингл певицы «Gabbin' Blues» добрался до третьей позиции в Billboard R&B chart. Про него писали как «Долгожданное возвращение недавно окрещенной [недавно получившей псевдоним] Биг Мейбелл, которая сразу же взялась за дело с великим хитом, демонстрирующим её эпохальную мощь» . За ним последовали другие успешные синглы, из которых «Way Back Home» добрался до 10 позиции, а «My Country Man» до пятой. В 1955 году певица впервые записала песню «Whole Lotta Shakin’ Goin’ On», которая двумя годами позже взлетела в чартах в исполнении Джерри Ли Льюиса.
В 1955 году певица подписала контракт с Savoy Records, и её сингл 1956 года «Candy» добрался до 11 места Billboard R&B chart и в 1999 году был введён в Зал славы Грэмми. 
В 1950-е годы певица много выступала, включая выступление в 1957 году в театре «Аполло» в Нью-Йорке и выступление на легендарном джазовом фестивале в Ньюпорте 1958 года, послужившем основой для фильма Джаз в летний день. В этом фильме она стала одной из немногих, наряду с Чаком Берри и Рэем Чарльзом, не джазовых музыкантов. После 1959 года певица записывалась для различных лейблов, однако уже не так успешно. Последними её хитами стали «Don't Pass Me By» (27 место Billboard R&B chart) и кавер песни «96 Tears» группы  Question Mark & the Mysterians, который покорил даже Billboard Hot 100 с 96 местом (в Billboard R&B chart был 23-м). Но к концу 1960-х героиновая зависимость, которой страдала певица, начала сказываться на её карьере.  
Биг Мэйбелл умерла 23 января 1972 года впав в диабетическую кому, оставив после себя дочь и пятеро внуков. 
В 1983 году сборник её записей 1950-х годов The OKeh Sessions получил Blues Music Award в номинации «Перевыпущенный альбом».
«Одна из величайших вокалисток в истории рока, обладающая не только одним из самых мощных голосов, когда-либо известных этому жанру, но и в совершенстве владеющая всеми эмоциональными нюансами, необходимыми для песни. Она была достаточно универсальна, чтобы справиться с любым типом материала: от блюзовых и джазовых номеров до госпел-песен или быстрых хитов, и делала всё это так же естественно, как дышала» .
«Её блюзовый шаут-стиль был женским аналогом Биг Джо Тернера...В свои лучшие годы она была настолько сильна, что Билли Холидей однажды отказалась выступать с ней на разогреве» .

## Дискография
| Год  | Название                                               | Лейбл                       |
| ---- | ------------------------------------------------------ | --------------------------- |
| 2016 | The Complete King, OKeh & Savoy Releases 1947-61       | Acrobat [UK] [2CD]          |
| 2007 | I've Got a Feelin' (OKeh & Savoy Recordings 1952-56)   | Rev-Ola Bandstand           |
| 2004 | The Chronological Big Maybelle 1944-1953               | Classics 'Blues & Rhythm'   |
| 2001 | Maybelle's Blues                                       | Sony Music Special Products |
| 2001 | Candy! (Savoy Blues Legends)                           | Savoy Jazz [2CD]            |
| 2001 | Half Heaven, Half Heartache (The Brunswick Recordings) | Westside [UK]               |
| 1998 | The Very Best of Big Maybelle "That's All"             | Collectables                |
| 1995 | Blues, Candy and Big Maybelle                          | Savoy Jazz                  |
| 1994 | Maybelle Sings the Blues                               | Charly [UK]                 |
| 1994 | The Complete OKeh Sessions 1952-55                     | Epic/Legacy EK-53417        |
| 1983 | The OKeh Sessions                                      | Epic EG-38456 [2LP]         |
| 1973 | The Last of Big Maybelle                               | Paramount PAS-1011          |
| 1969 | Saga of the Good Life and Hard Times                   | Rojac 123                   |
| 1968 | The Gospel Soul of Big Maybelle                        | Brunswick BL-754142         |
| 1968 | "Gabbin' Blues" and Other Big Hits                     | Encore EE-22012             |
| 1967 | Got a Brand New Bag                                    | Rojac 122                   |
| 1965 | The Soul of Big Maybelle                               | Scepter 522                 |
| 1962 | What More Can a Woman Do?                              | Brunswick BL-754107         |
| 1959 | The Blues: Mamie Webster Sings W.C.Handy               | Cub (MGM) 8002              |
| 1958 | Blues, Candy and Big Maybelle                          | Savoy MG-14011              |
| 1958 | Big Maybelle Sings                                     | Savoy MG-14005              |
| 1954 | Big Maybelle                                           | Epic EG-7071                |